# Put3ska
Put3ska fue una banda de música de género ska filipina formada en 1993. El nombre del grupo proviene de la combinación de la frase filipina "putres ka" ("maldito seas") y "ska". Han sido influenciados tanto por el género ska jamaicano y británico.
En el año 2019 volvieron a los escenarios para realizar conciertos de reencuentro, además de anunciar planes para realizar un tour y lanzar un nuevo álbum.

## Discografía y premios
La banda lanzó su primer álbum homónimo bajo el mismo nombre de "Put3ska" en 1994. El álbum le valió ganar al grupo un disco de oro. Ese mismo año, la banda fue elegida como una de las mejores agrupaciones, entre ellas, su vocalista Myra Rauro, reconocida como la mejor voz durante el año 1995 en los premios "Nu Rock". El vídeo musical de la canción "Manila Girl" o "La muchacha de Manila", también fue nominado para un premio MTV Award en 1996.
El segundo álbum, "Manila's Finest" o "Los amos de Manila" fue lanzado en 1996. Se presentó un material original, algunos en el idioma tagalo, así como una versión del ska clásico.